# Chiti Hernández
Chiti Hernández Sabater (Las Palmas de Gran Canaria, Canarias, 1972) es una política española.

## Biografía
Nace en Las Palmas de Gran Canaria (Canarias) en 1972. Cursa estudios de Técnico en Empresas y Actividades Turísticas en la Escuela Oficial de Turismo (1994-1997). Además, complementa su formación en esta materia con un título de Experto Universitario en Marketing y Turismo por la UNED y otro título de Técnico Especialista en Alojamiento (1994).
Vocal de la Junta Directiva de la Federación de Hostelería y Turismo (2004).
Durante su periodo formativo, compaginó sus estudios superiores con su trabajo como Jefa de recepción en el Hotel Cantur, el establecimiento hotelero propiedad de su familia, cuya dirección asumió en 1997, una vez terminada la carrera.
Desde entonces, ha compaginado sus tareas directivas con la presidencia del Club Voleibol RH Las Palmas, patrocinado por el Hotel Cantur, que ha obtenido, entre otros logros, tres subcampeonatos nacionales, un campeonato nacional y un subcampeonato europeo. Ha cedido la presidencia a Juan Hernández, tras diez años en la misma, lo máximo que permiten los estatutos.
Llega a la política de la mano de Nardy Barrios, como miembro de la Comisión Promotora de la Ley de Capitalidad. Se incorpora a Compromiso por Gran Canaria en el año 2005 y forma parte del Comité Permanente de dicho partido. Se presenta a las elecciones de 2007 como cabeza de lista a la presidencia del Cabildo de Gran Canaria. Posteriormente abandonaría Compromiso por Gran Canaria.
Biznieta de Federico León y García, alcalde de Las Palmas de Gran Canaria en los años 20, durante la Dictadura de Primo de Rivera y uno de los precursores y defensores de la división provincial.
Medalla de Oro de Las Palmas de Gran Canaria al mérito deportivo.